# Huby Ruszczyńskie
Huby Ruszczyńskie (prononciation [ˈxubɨ ruʂˈt͡ʂɨɲskʲɛ]) est un village de la gmina de Kamieńsk, du powiat de Radomsko, dans la voïvodie de Łódź, situé dans le centre de la Pologne.
Il se situe à environ 7 kilomètres (km) au nord-ouest de Kamieńsk (siège de la gmina), 19 kilomètres au nord de Radomsko (siège du powiat) et 61 kilomètres au sud de Łódź (capitale de la voïvodie).

## Administration
De 1975 à 1998, le village était attaché administrativement à l'ancienne voïvodie de Piotrków.

Depuis 1999, il fait partie de la nouvelle voïvodie de Łódź.